# Hans Glas

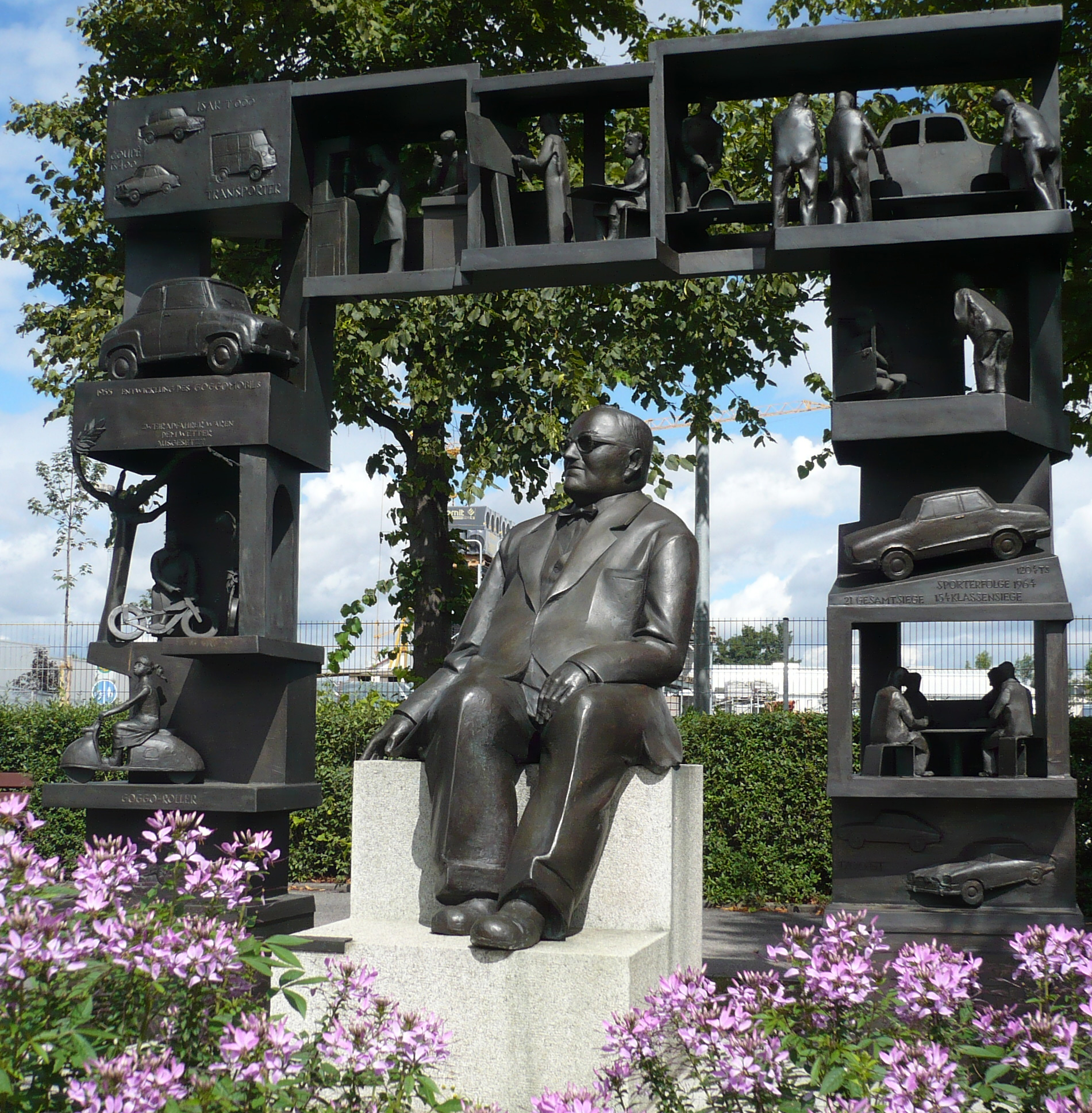
Hans Glas-monumentet i Dingolfing

Hans Glas, född 12 juni 1890 i Pilsting, Niederbayern; död 13 december 1969 i Dingolfing, var en tysk ingenjör och företagsledare, och skapare av biltillverkaren Glas.
Hans Glas var Bayerns svar på Carl F.W. Borgward och byggde upp Glas-fabriken i Dingolfing. Under 1950-talet blev fabriken berömd för sin småbil Goggomobil och skotrar.